# Histoire des modes et du vêtement
Histoire des modes et du vêtement : du Moyen Âge au XXIe siècle est un livre sur l'histoire de la mode publié en France en 2018, écrit par sept auteurs sous la direction de Denis Bruna (enseignant à l'École du Louvre) et Chloé Demey (responsable du pôle «  éditions et images  »  au musée des Arts décoratifs).

## Présentation
L'ouvrage couvre plus de 600 ans d'histoire, de 1330 jusqu'à nos jours et est illustré de plus de 400 images avec une iconographie variée et parfois inédite. Outre la mode féminine, il aborde également les hommes et les enfants sur toutes les couches sociales, de la haute couture au t-shirt, : « On ne voulait pas parler de la mode, mais des modes, et montrer qu’on est obligé de s’habiller dans tous les groupes de la société » précise Denis Bruna. Les pages alternent entre un contexte historique, sociologique et économique, avec un regard critique, n'hésitant pas à analyser les contre-cultures. L'ouvrage permet donc d'aborder la mode comme un éléments historique. Il est publié en novembre 2018 après trois à quatre ans de recherches, marquées par un retour aux sources plutôt qu'une synthèse des publications existantes.

## Accueil critique
Corinne Jamet cite « une bible que les passionné(es) dévoreront ». L'Humanité explique que « ce livre porte un regard neuf et original sur l’histoire des modes et du vêtement » et Elle suppose que « sans nul doute l'ouvrage […] fera date » car il « propose rien moins que de renouveler le genre ». Xavier de Jarcy pour Télérama parle de ce livre comme d'« une référence pour longtemps » tandis que Le Point le voit comme « une «  bible  », richement illustrée » et que Le Monde le décrit comme un « ouvrage titanesque ».

## Publication
Denis Bruna (dir.), Chloé Demey (dir.), Astrid Castres, Pierre-Jean Desemerie, Sophie Lemahieu, Anne-Cécile Moheng et Bastien Salva, Histoire des modes et du vêtement : du Moyen Âge au XXIe siècle, Paris, Éditions Textuel, novembre 2018, 503 p. (ISBN 978-2-84597-699-3)